# Josef Novák (politik KSČ)
Josef Novák (1. ledna 1913 – ???) byl český a československý politik Komunistické strany Československa a poúnorový poslanec Národního shromáždění ČSR, Národního shromáždění ČSSR a Sněmovny lidu Federálního shromáždění.

## Biografie
Ve volbách roku 1954 byl zvolen do Národního shromáždění za KSČ ve volebním obvodu Ústí nad Labem. V Národním shromáždění zasedal do konce jeho funkčního období, tedy do voleb v roce 1960. K roku 1954 se profesně uvádí jako tajemník Krajského výboru KSČ v Ústí nad Labem.
Do nejvyššího zákonodárného sboru se po jisté odmlce vrátil v polovině 60. let 20. století. Ve volbách roku 1964 byl zvolen za KSČ do Národního shromáždění ČSSR za Severočeský kraj. V Národním shromáždění zasedal až do konce volebního období parlamentu v roce 1968.
K roku 1968 se profesně uvádí jako politický pracovník Krajského výboru KSČ z obvodu Roudnice nad Labem. Během pražského jara v roce 1968 stál Josef Novák na pozicích reformistů.
Po federalizaci Československa usedl roku 1969 do Sněmovny lidu Federálního shromáždění (volební obvod Roudnice nad Labem). Ve Federálním shromáždění setrval do konce volebního období parlamentu, tedy do voleb roku 1971.